# Милева Марич
Милева Марич (на сръбски: Милева Марић-Ајнштајн) е първата жена на Алберт Айнщайн, от 1903 до 1919, математичка.

## Биография
Родена в заможно сръбско семейство, тя е първото от три деца. Учи в девическо училище в Нови Сад. Започва като студентка в Загреб, но поради ограниченията за жени по това време, се мести в Цюрих, Швейцария през 1896. Учи един семестър медицина, но след това записва математика и физика. Там се запознава с Алберт Айнщайн. През 1902 година им се ражда дъщеря, Лизерл, но тъй като е незаконно дете, тя заминава за Сърбия и след това съдбата на детето е неизвестна. На следващата година Алберт и Милева се женят и имат двама синове – Ханс Алберт, роден 1904, и Едуард Тете, роден 1910. Ханс Алберт работи като професор в Бъркли, Калифорния, умира през 1973. По-малкият син, Едуард заболява от шизофрения когато е на 20 години и прекарва живота си по институции, умира на 55 години.